# Riksmötet 2003/2004
Riksmötet 2003/04 var Sveriges riksdags verksamhetsår 2003–2004. Det pågick från riksmötets öppnande den 16 september 2003 till riksmötets avslutning den 19 juni 2004.
Riksdagens talman under riksmötet 2003/04 var Björn von Sydow (S).